# Stonewall (Teksas)
Stonewall – jednostka osadnicza w Stanach Zjednoczonych, w stanie Teksas, w hrabstwie Gillespie.